# Anna Melikjan

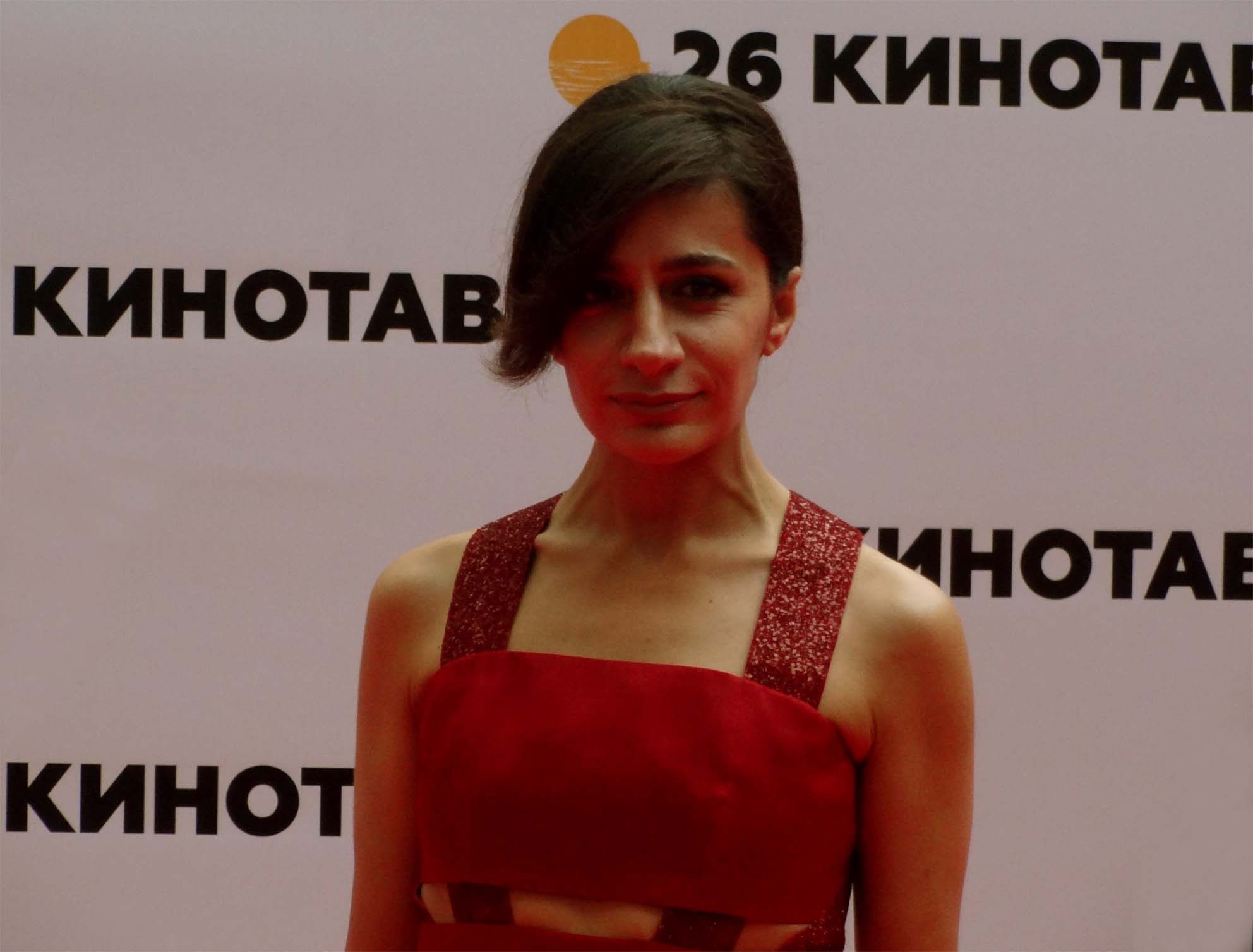
Anna Melikjan, 2015

Anna Melikjan (auch: Melikian, Melikyan, armenisch Աննա Մելիկյան, russisch Анна Гагиковна Меликян / Anna Gagikowna Melikjan; * 8. Februar 1976 in Baku, Aserbaidschanische SSR, Sowjetunion) ist eine armenisch-russische Filmregisseurin und Filmproduzentin.  Die Zeitschrift Variety zählte sie im Jahr 2011 zu den zehn aussichtsreichsten Regisseuren der Welt.

## Werdegang
Anna Melikjan ist in Jerewan aufgewachsen. Seit 1994 lebt sie in Moskau, wo sie 1997 ein Studium am Gerassimow-Institut für Kinematographie in der Klasse des russischen Regisseurs Sergei Solowjow begann. Während des Studiums wurde sie von der Universität für ihren 24-minütigen Kurzfilm Poste restante ausgezeichnet.
Nach dem  Abschluss ihres Studiums im Jahre 2002 arbeitete Melikjan für das Fernsehen und machte unter anderem auch Dokumentarfilme. 2004 hatte sie mit Mars ihr Spielfilmdebüt.
2008 gewann sie bei den Internationalen Filmfestspielen Berlin einen Preis für ihren Film Alisa, das Meermädchen (Originaltitel: Rusalka). Beim Sundance Film Festival verlieh man ihr für den gleichen Film den Preis für die beste Regie in der Kategorie World Cinema/Dramatic.

## Filmografie
- 2000: Poste restante
- 2004: Mars
- 2007: Rusalka (Alisa, das Meermädchen)
- 2014: Swesda (Star)
- 2015: Über die Liebe (Pro Ljubow, Про любовь)